# Dicranomyia (Dicranomyia) microsomoides
Dicranomyia (Dicranomyia) microsomoides is een tweevleugelige uit de familie steltmuggen (Limoniidae). De soort komt voor in het Neotropisch gebied.